# ルービン・ブラザーズ

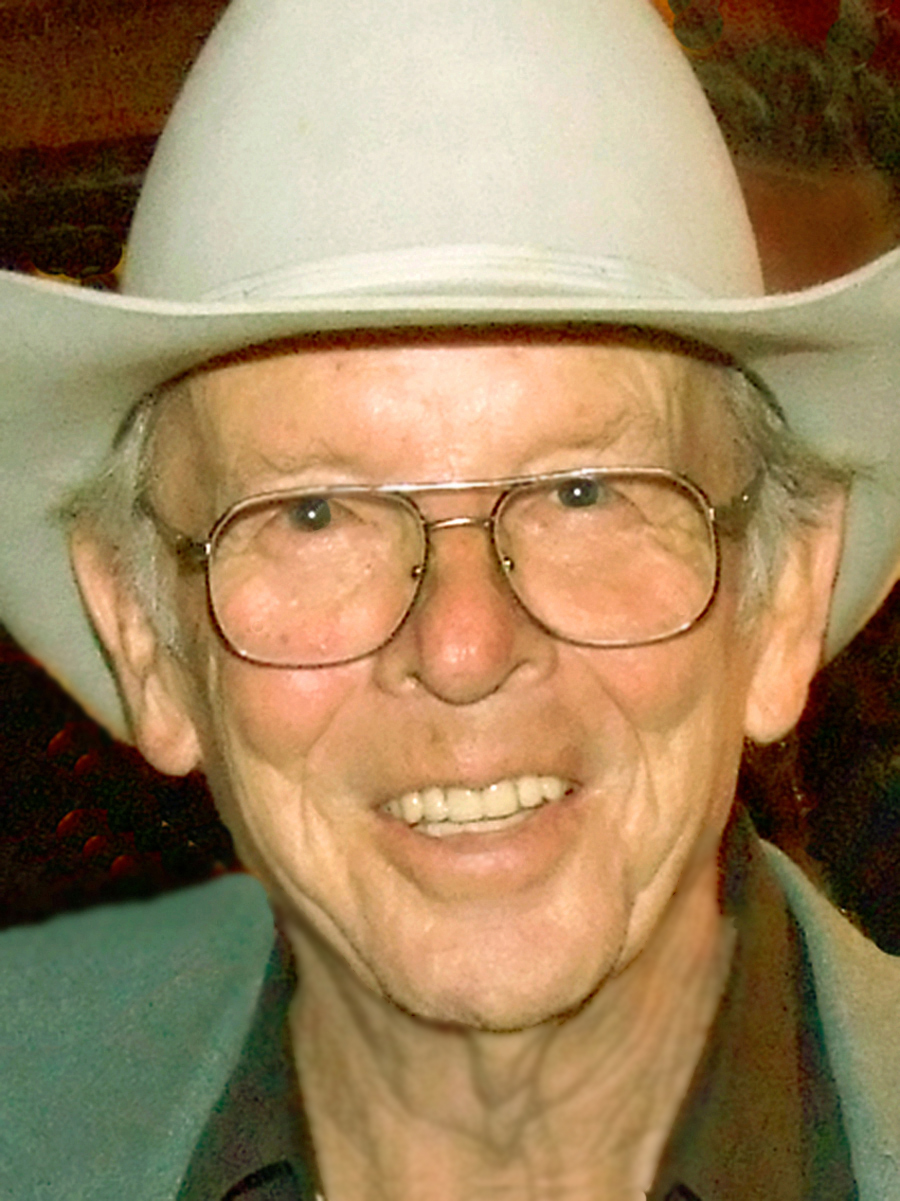
チャーリー・ルービン

ルービン・ブラザーズ（The Louvin Brothers）はアイラ・ルービンとチャーリー・ルービン兄弟によるアメリカ合衆国のカントリー・ミュージックコンビ。カントリーミュージックの普及に貢献したとされる。

## 概要
1940年に結成。当時はゴスペルなどを歌いチェット・アトキンスらとも共演している。1955年にグランド・オール・オプリにも出場。1963年に解散するまで出場し続けた。
2001年にカントリー・ミュージック殿堂博物館に殿堂入りを果たす。2003年にカール・ジャクソンによってカバーされた「Livin, Lovin, Losin」はグラミー賞を獲得した。

## その他
麻生太郎がリーマン・ブラザーズと引っ掛けたジョークを発言したことがある。